# Jacob Shew

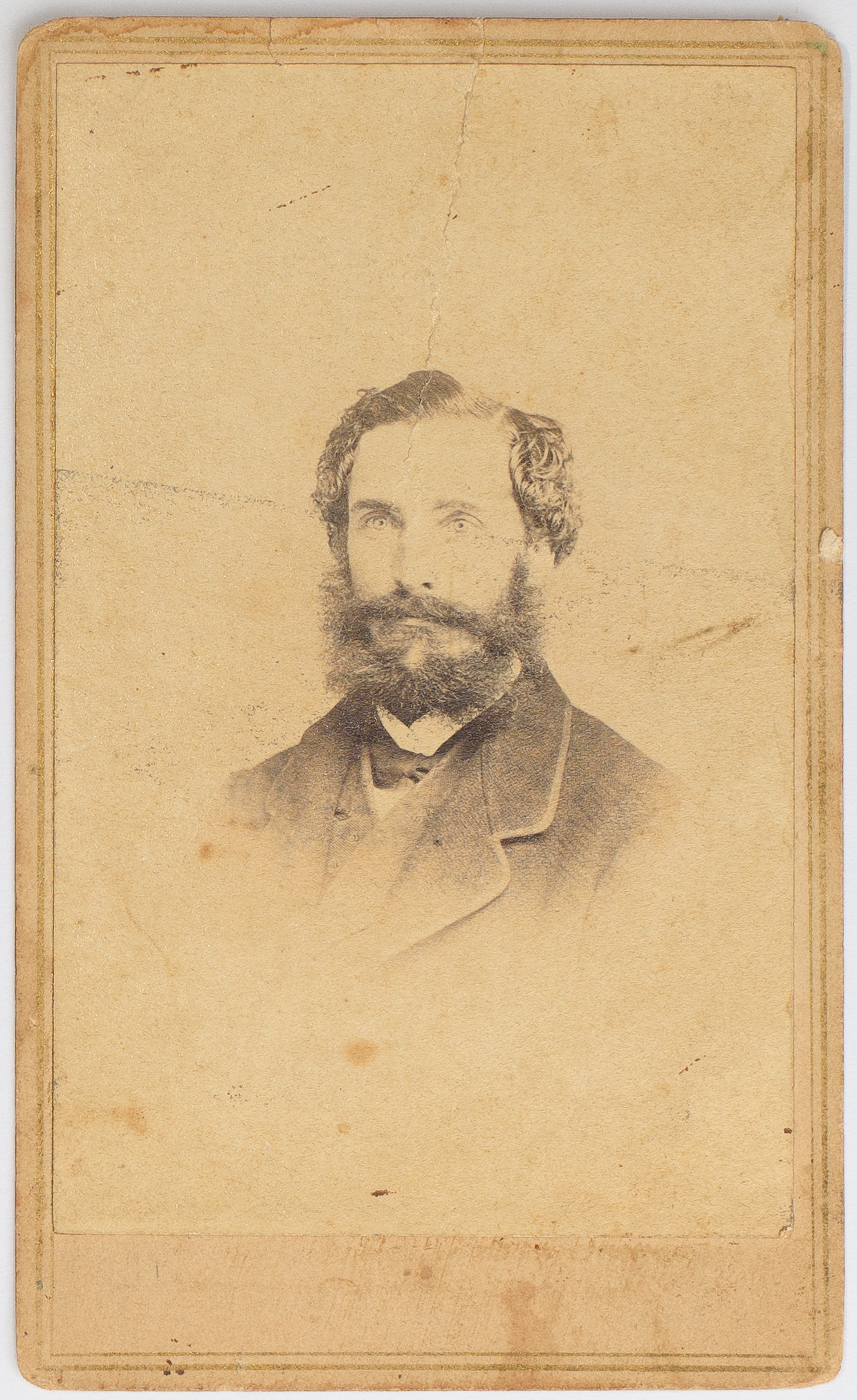
Von Jacob Shew hergestelltes Carte de Visite-Porträt eines unbekannten Mannes aus Shews Zeit in San Francisco (Albuminpapier auf Karton, zwischen 1864 und 1866).

Jacob Shew (* um 1826 vermutlich auf einer Farm bei Watertown, New York; † 3. Februar 1879 durch Selbstmord in San Francisco, Kalifornien) war ein amerikanischer Unternehmer, Daguerreotypist, Ambrotypist und einer der frühen Fotopioniere in den Vereinigten Staaten. Er war der Bruder der ebenfalls als Fotografen tätigen William Shew, Myron Shew und Truman Shew.

## Leben und Werk

### Frühe Jahre an der Ostküste
Jacob Shew wurde um 1826 vermutlich auf der Farm seiner Eltern in der Nähe von Watertown, Jefferson County, geboren. Folgt man einem Lebensabriss zu seinem bekannteren Bruder William Shew (1820–1903) aus dem Jahr 1902, so lernten die vier Brüder William, Jacob, Myron und Trueman Shew das Handwerk der Fotografie von Samuel F. B. Morse im Frühjahr 1841 und damit nur zwei Jahre nach der Vorstellung des Daguerreotypie-Verfahrens durch Louis Daguerre.
Im Jahr 1843 und damit im noch jungen Alter von ungefähr 17 Jahren übernahm Jacob Shew die Leitung der Daguerreotypie-Filiale von John Plumbe (1809–1857) in Baltimore, der gerade dabei war, die Vereinigten Staaten mit einem Netz von Porträtstudios zu überziehen. Im Mai 1846 eröffnete Jacob Shew dann sein eigenes Studio in Baltimore und zwei Jahre später gewann er – gemeinsam mit seinem damaligen Geschäftspartner Harvey R. Marks – den ersten Preis in der Kategorie Daguerreotypie auf der Ausstellung des Maryland Institute in Baltimore.

### Erste Jahre in Kalifornien
Im Juli des Jahres 1849 kam Jacob Shew nach Kalifornien; im United States Census für das Jahr 1850 wird er als Goldsucher in Calaveras County geführt. Um 1851 war Jacob – gemeinsam mit seinem Bruder William – an dem großangelegten Landschaftsfotografieprojekt Great Pantoscope of California, the Rocky Mountains, Salt Lake City, Nebraska and Kansas von John Wesley Jones (1824–1905) beteiligt. Für das Jahr 1852 ist Jacob Shew als Daguerreotypist in San Francisco belegt; gegen Ende des Jahres 1853 arbeitete er als Fotograf für seinen Bruder William in dessen Studio an der Ecke der Sacramento und der Montgomery Street. Ein Jahr später eröffnete Jacob gemeinsam mit Charles F. Hamilton (um 1825–nach 1872) ein eigenes Studio in der Clay Street 163, dass sie mit den Worten „KEINE SALOONS in der Nähe“ bewarben und das offenbar auf ein gehobenes Publikum ausgerichtet war. Shews Biograph Peter E. Palmquist vermutet, dass Jacob sich schon zu diesem Zeitpunkt in harter Konkurrenz zu seinem Bruder William befand.
Im Januar 1856 löste Jacob Shew sein Geschäftsverhältnis mit Hamilton auf und arbeitete fortan für die Galerie des Fotografen James May Ford (1827–um 1877) in San Francisco, wobei er neben Daguerreotypien auch Ambrotypien herstellte.

### Zeit in Sacramento

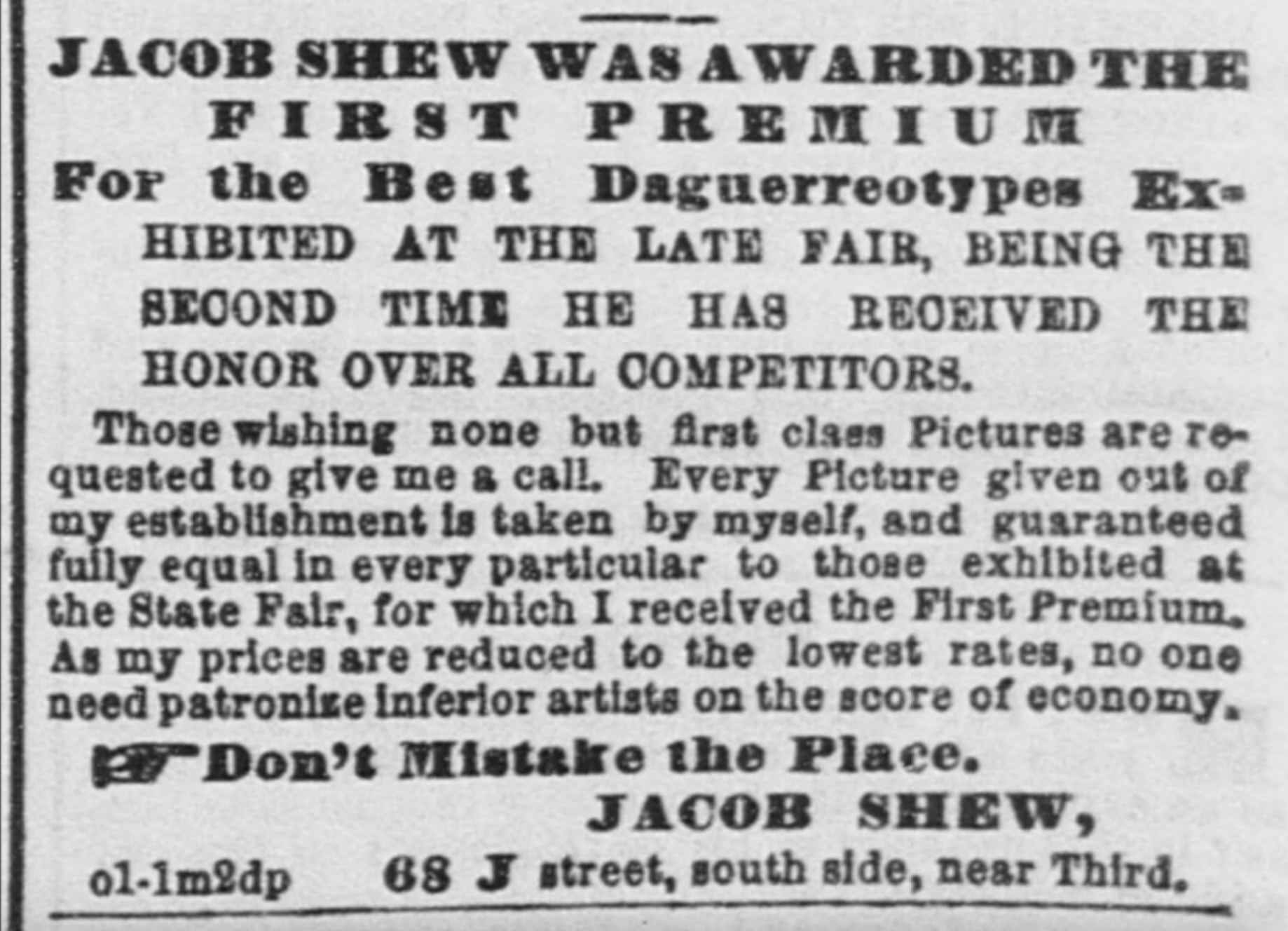
Werbeanzeige Shews in der Zeitung Sacramento Daily Union vom 14. Oktober 1859

Spätestens ab September 1856 war Shew in Sacramento ansässig, wo er ein Fotostudio in der J Street 68 betrieb. Neben Daguerreotypien verkaufte er in dieser Zeit auch Ambrotypien und Abzüge auf Papier. Darüber hinaus bot er Unterricht in der Kunst der Fotografie an.
Während seiner Zeit in Sacramento nahm Shew an verschiedenen Wettbewerben teil. In der zweiten Gewerbe- und Industrieschau des San Francisco Mechanics’ Institute im Jahr 1858 erhielt er zwar keinen Preis, die Jury urteilte jedoch über seine Einreichungen, sie seien „ordentlich ausgeführt“. Noch im selben Jahr gewann er auf der California State Fair in Marysville für seine Daguerreotypien die Goldmedaille, während der bekannte Daguerreotypist Robert H. Vance lediglich die Silbermedaille erhielt. Auf der California State Fair des Jahres 1859 erzielte Shew erneut den ersten Preis.

### Zurück in San Francisco

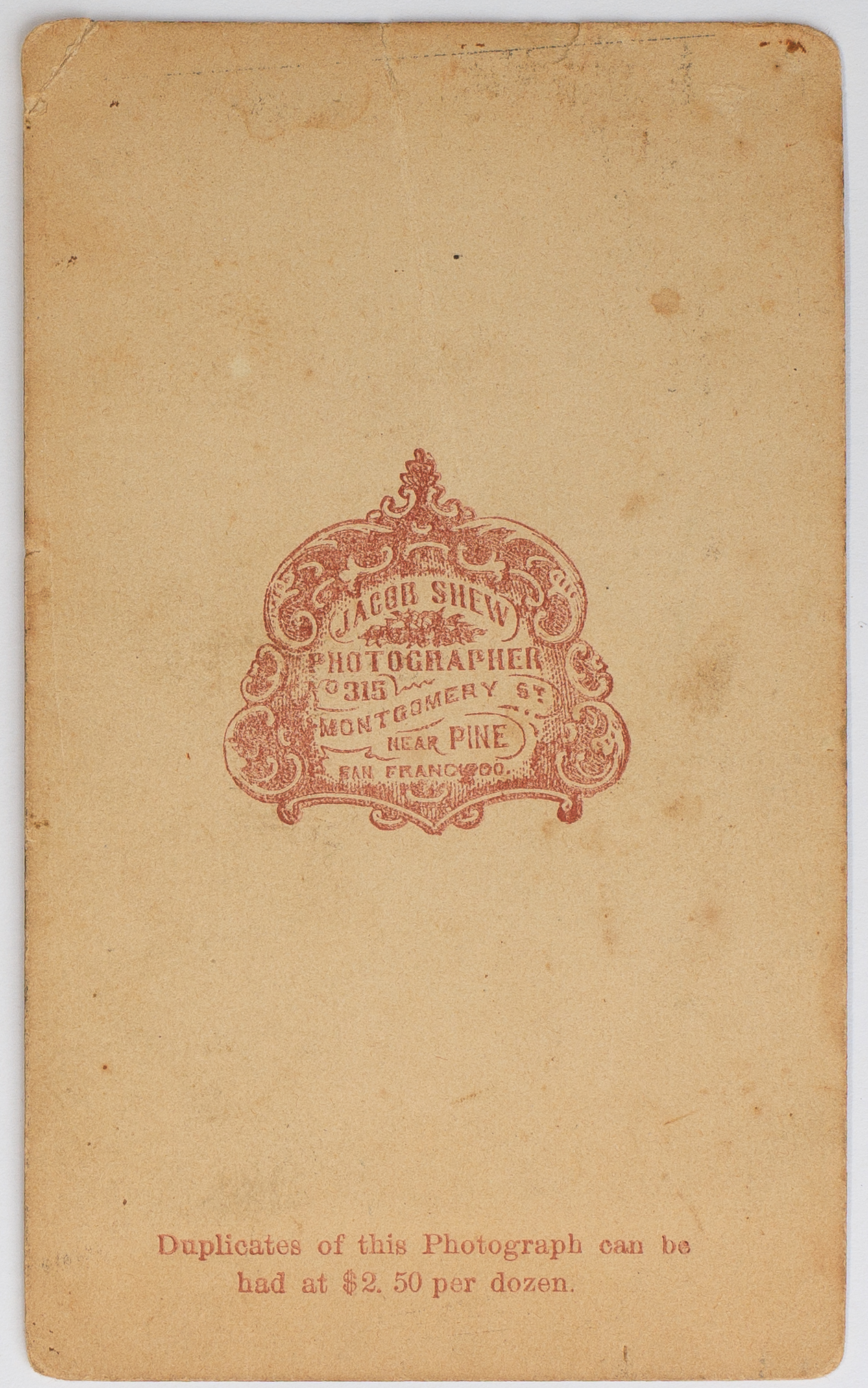
Revers einer von Shew angefertigten Carte-de-Visite mit der Adressangabe „315 Montgomery“

Im Jahr 1861 kehrte Shew wieder nach San Francisco zurück, wo er kurzzeitig für die Münzprägeanstalt San Francisco Mint arbeitete. Auf eine Tätigkeit im Studio seines Bruders Williams folgte die Wiederaufnahme der Partnerschaft mit seinem früheren Partner Hamilton in der Montgomery Street 417 im Jahr 1863, die allerdings nur von kurzer Dauer war. Ab April 1864 betrieb Shew wieder ein eigenes Studio in der Montgomery Street 315.
Im September 1864 kündigte Shew ein neues Druckverfahren unter dem Namen „Jacob Shew’s Chromatic Process of Printing Photographs“ an, für das er auch ein Patent einreichte. Laut eigener Aussage versprach dieses Verfahren eine „Weichheit, Klarheit und Zartheit der Tonalität“, wie sie ansonsten auf keine Weise erreicht werden könne. Auf der Gewerbe- und Industrieschau des San Francisco Mechanics’ Institute im Jahr 1865 gewann Shew einen Sonderpreis für Papierabzüge, sowie mehrere zweite Preise für großformatige retouchierte Fotografien. Zwischen 1865 und 1866 stiegen dann Charles A. Marston und George Washington Cuddeback (um 1830–nach 1900) als Partner in Shews Geschäft ein, das fortan unter dem Namen „Marston, Cuddleback, and Shew“ firmierte.

### Letzte Jahre und Tod
Der United States Census für das Jahr 1870 weist für Jacob Shew ein Kapital von 1000 Dollar aus, während sich sein Geschäftsumsatz auf 3400 Dollar belief. Einem Beschäftigten in seinem Fotostudio zahlte er ein Gehalt von 900 Dollar jährlich. Acht Jahre später, gegen Ende 1878, zerstörte ein Feuer sein Geschäft in der Montgomery Street, woraufhin Jacob eine neue Geschäftsadresse in der Market Street 914 bezog.
An diesem Ort verbrachte Shew auch seine letzten Stunden. Wie die Zeitung Daily Alta California am 4. Februar 1879 mitteilte, hatte er sich am Vortag erschossen:
| […] It appears that he went to his place of business about 9 o’clock, and shortly after sent his assistant, Charles F. White, out upon some business. On the latter’s return, about 10 o’clock, he found the outside door locked. Entering by means of a pass-key, he looked through the rooms, and found Mr. Shew lying dead in a pool of blood. He had shot himself with a small pistol, the bullet entering the skull above the right ear. | […] Es scheint, dass er gegen 9 Uhr in sein Geschäft ging und seinen Assistenten Charles F. White nur kurze Zeit später zu einer Besorgung schickte. Als jener gegen 10 Uhr zurückkam, fand der die äußere Tür verschlossen vor. Nachdem [White] sich mit einem Generalschlüssel Zugang verschafft hatte, schaute er durch alle Räume und fand Mr. Shew tot in einer Blutlache. Er hatte sich selbst mit einer kleinen Pistole erschossen; die Kugel drang über dem rechten Ohr in den Schädel ein. |

Im Zuge der daraufhin unternommenen Befragung gab Shews Assistent an, dieser habe drei Wochen zuvor davon gesprochen, er könne sein Geschäft angesichts der vorherrschenden Auftragsflaute nicht mehr aufrechterhalten, was Shew offenbar sehr betrübt habe. In einer weiteren Befragung gab Jacobs Bruder Myron ebenfalls zu Protokoll, sein Bruder sei zuletzt „finanziell verlegen“ gewesen.

## Verbleib der Werke
Palmquist und Kailborn weisen in ihrem Standardwerk Pioneer Photographers of the Far West auf den Umstand hin, dass nur sehr wenige von Jacob Shews Daguerreotypien erhalten sind. Laut Palmquist und Kailborn sind Werke von Shew in den Sammlungen der California Historical Society, des San Jose Historical Museum, des Holt-Atherton Department of Special Collections an der University of the Pacific und des George Eastman House enthalten. In der von Palmquist selbst über den Zeitraum von 30 Jahren aufgebauten Sammlung befinden sich zwei Daguerreotypien, 86 Cartes de Visite und 4 Karten im Kabinettformat. Darüber hinaus hat das Nelson-Atkins Museum of Art in Kansas City eine Daguerreotypie in ihrem Bestand, die ein kleines Mädchen zeigt und von Shew während seiner Zeit in Sacramento aufgenommen wurde (siehe Weblinks).